# 드레스덴 엘베 계곡

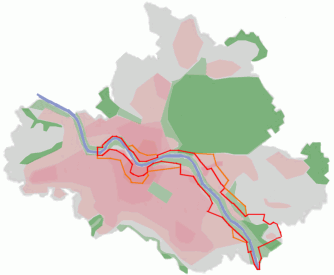
드레스덴 엘베 계곡 지도

드레스덴 엘베 계곡(독일어: Dresdner Elbtal)은 독일 드레스덴에 위치한 계곡이다. 한때 유네스코 세계유산에 등록되어 있었다.
엘베강 상류에 해당하는 독일 동부에 형성된 계곡의 하나이다. 이곳은 엘베 강을 따라 중부 유럽의 뛰어난 문화 경관을 형성하고 있다.
2004년, 세계유산에 등록되었지만, 2009년 6월 25일, 경관을 해치는 발트슐뢰스셴 다리의 건설을 이유로 세계 유산 목록에서 삭제되었다.